# فردی فان دن هاوته
فردی فان دن هاوته (اسپانیایی: Ferdi Van Den Haute‎؛ زادهٔ ۵ ژوئیهٔ ۱۹۵۲) دوچرخه‌سوار اهل بلژیک است.